# Edward Whymper
Edward Whymper (Londra, 27 aprile 1840 – Chamonix, 16 settembre 1911) è stato un alpinista inglese,  vissuto in epoca vittoriana.
È famoso, in particolare, per aver compiuto nel 1865 la prima ascesa del Cervino. Il suo gruppo era formato da quattro alpinisti e tre guide. Durante la discesa, quattro di loro precipitarono, la guida Michel Croz e tre alpinisti. Il tragico evento, seguito da un processo nel quale la causa della tragedia fu attribuita a una corda difettosa, ebbe molta risonanza nel mondo alpinistico e non solo, e lasciò un segno indelebile nella coscienza di Whymper per tutto il resto della sua vita.
Nei giorni seguenti, Whymper riferì di aver avuto una visione dopo la caduta dei compagni di cordata: vide le loro ombre, forse i loro spettri, apparire appena oltre lo sperone di roccia che delimita la cresta della montagna e galleggiare nel vuoto.
Questo racconto lo riportò anche nei suoi scritti e da sempre è associato alla storia della prima ascensione del Cervino.
Ovviamente molte persone liquidano questa faccenda attribuendone la causa al forte impatto emotivo vissuto nel vedere i compagni precipitare nel vuoto; oggi però la scienza fornisce una plausibile spiegazione alla storia di Whymper: quello che stava vedendo potrebbe esser stato lo Spettro di Brocken, noto anche come Arco di Brocken, un fenomeno ottico che si manifesta talvolta in montagna in concomitanza di determinati fattori.

## Biografia
Di professione disegnatore ed incisore, nell'estate del 1860, appena ventenne e senza alcuna preparazione alpinistica, Whymper visitò le Alpi francesi della Savoia, più che altro allo scopo di ritrarne alcune vedute paesaggistiche, improvvisandosi alpinista e tentandovi la scalata del Monte Pelvoux, che conquistò l'estate successiva. Instancabile ed eccezionale camminatore, percorse a piedi le Alpi nord-occidentali, scalando anche cime importanti del gruppo del Monte Bianco, finché divenne vittima del fascino del monte Cervino, vetta allora ancora inviolata nonostante numerosi tentativi da parte di altri alpinisti dell'epoca, tra i quali il naturalista ed alpinista John Tyndall.

### Cervino

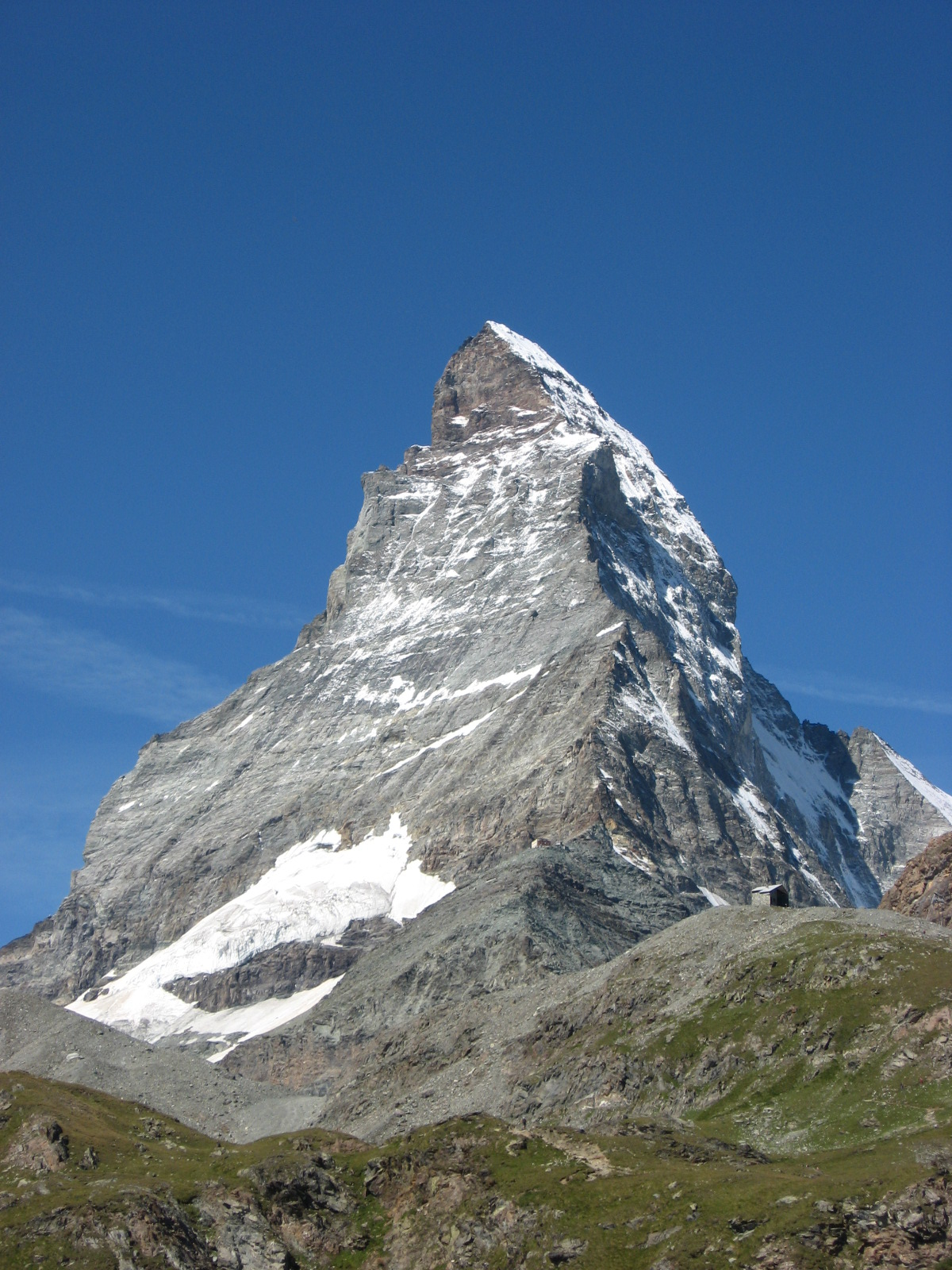
La cresta dell'Hörnli, tra le pareti est, a sinistra, e nord, a destra, è stato l'itinerario seguito da Whymper per la prima ascensione del Cervino, il 14 luglio 1865.

Negli anni successivi, Whymper tentò per sei volte la scalata alla vetta del Cervino dal versante italiano, alcune volte facendosi accompagnare da Jean-Antoine Carrel, un cacciatore e guida alpina di Valtournenche, finché il 14 luglio 1865, sospettando che il Carrel stesse organizzando (come in effetti stava avvenendo) un tentativo italiano alla vetta (voluto da Quintino Sella), improvvisò una cordata con la guida francese Michel Croz, con cui aveva già avuto occasione di conquistare varie cime tra cui la Barre des Écrins, le guide di Zermatt Taugwalder padre e figlio, e i connazionali Lord Francis Douglas, Douglas Robert Hadow e il reverendo Charles Hudson.
La cordata raggiunse abbastanza facilmente la cima seguendo la cresta dell'Hörnli, ritenuta sino ad allora ben più difficile ma in realtà molto più semplice a causa dell'orientamento delle stratificazioni delle rocce che ne consentono la salita come una scala. Gli alpinisti partirono alle 5:35 del 13 luglio da Zermatt, e intorno a mezzogiorno piantarono una tenda alla base della cresta, intorno a 3.352 m (11.000 piedi). Ripartirono prima dell'alba del 14 luglio e proseguirono agevolmente fino a circa 4.267 m (14.000 piedi) dove la cresta diveniva più ripida e difficile e il gruppo fu costretto a salire con maggiore prudenza. Alle 13:40, dopo meno di dieci ore dalla partenza, raggiunsero la vetta. Dopo essersi fermati per un'ora, intrapresero la discesa, questa volta legati. Poco dopo aver iniziato la discesa, nello stesso tratto impegnativo trovato in salita, il più debole e inesperto Hadow travolse Croz, che era in testa alla cordata. Il peso dei due trascinò nel baratro anche Douglas e Hudson. Whymper e i due Taugwalder riuscirono a resistere ma la corda si spezzò e i quattro precipitarono. "Impossibile" fu l'ultima parola gridata da Croz. La tragedia appannò di lutto la conquista di quella allora considerata la cima più ardua delle Alpi. Seguì un processo a Zermatt nel quale la causa della tragedia venne attribuita alla rottura della corda. Il fatto, ampiamente riportato dai giornali inglesi dell'epoca, anche perché tre delle vittime erano cittadini inglesi, generò grande attenzione non solo negli ambienti alpinistici. Per esempio ci fu (in primis la regina Vittoria) chi, in Inghilterra, arrivò a proporre il bando delle attività alpinistiche perché ritenute oltremodo pericolose.

### Altre ascensioni e libri
Acclamato comunque come grande alpinista, Whymper proseguì negli anni successivi alcune ardite imprese, tra cui l'esplorazione della Groenlandia nel 1867 e delle Ande in Ecuador, dove conquistò il Chimborazo, cima di 6.310 metri s.l.m.
Sulle Ande chiamò come guida e volle avere come compagno di scalate l'avversario del Cervino, Jean-Antoine Carrel, di cui divenne sincero amico. Nel 1901 esplorò nuovi percorsi in Canada con Christian Klucker.
Abile scrittore oltre che disegnatore, Whymper ha pubblicato nei racconti delle sue ascensioni alcune delle pagine più celebri dell'alpinismo eroico dell'epoca vittoriana, arricchendole di stupende incisioni fatte da lui stesso. Tra i suoi libri più celebri Scrambles amongst the Alps in the years 1860-1869 (Londra, 1871), Travels amongst the Great Andes of the Equator (Londra nel 1891) oltre che due bellissime guide: Chamonix and the Range of Mont Blanc. A Guide (London, 1896) e A Guide to Zermatt and the Matterhorn (Londra, 1897).
Vittima dell'alcool, fu colpito da ictus cerebrale dopo un'ultima scalata sulle Alpi, a Chamonix, e morì una decina di giorni dopo, nella camera d'albergo dove si era rinchiuso, rifiutando di vedere chicchessia. La sua tomba si trova ancora oggi là.

## Prime ascensioni
Ha compiuto la prima ascensione delle seguenti montagne:
- Grand Tournalin - 7 agosto 1863 - con la guida Jean-Antoine Carrel[3]
- Barre des Écrins (couloir Whymper) - 25 giugno 1864 - con Adolphus Warburton Moore, Horace Walker e le guide Christian Almer e Michel Croz[4]
- Monte Dolent - 9 luglio 1864 - con Anthony-Adams Reilly e le guide Michel Croz, Henri Charlet e Michel Payot[5]
- Aiguille d'Argentière - 15 luglio 1864 - con Anthony-Adams Reilly e le guide Michel Croz, Henri Charlet e Michel Payot[6]
- Grand Cornier - 16 giugno 1865 - con le guide Christian Almer, Michel Croz e Franz Biner
- Punta Whymper - 24 giugno 1865 - con le guide Christian Almer, Michel Croz e Franz Biner[7]
- Aiguille Verte (couloir Whymper) - 29 giugno 1865 - con le guide Christian Almer e Franz Biner[8]
- Cervino - 14 luglio 1865 - con Lord Francis Douglas, Douglas Robert Hadow, Charles Hudson e le guide Michel Croz e Peter Taugwalder padre e figlio[9]
- Chimborazo - 4 gennaio 1880 - con le guide Louis e Jean-Antoine Carrel
- Cayambe - 1880 - con le guide Louis e Jean-Antoine Carrel

## Galleria d'immagini

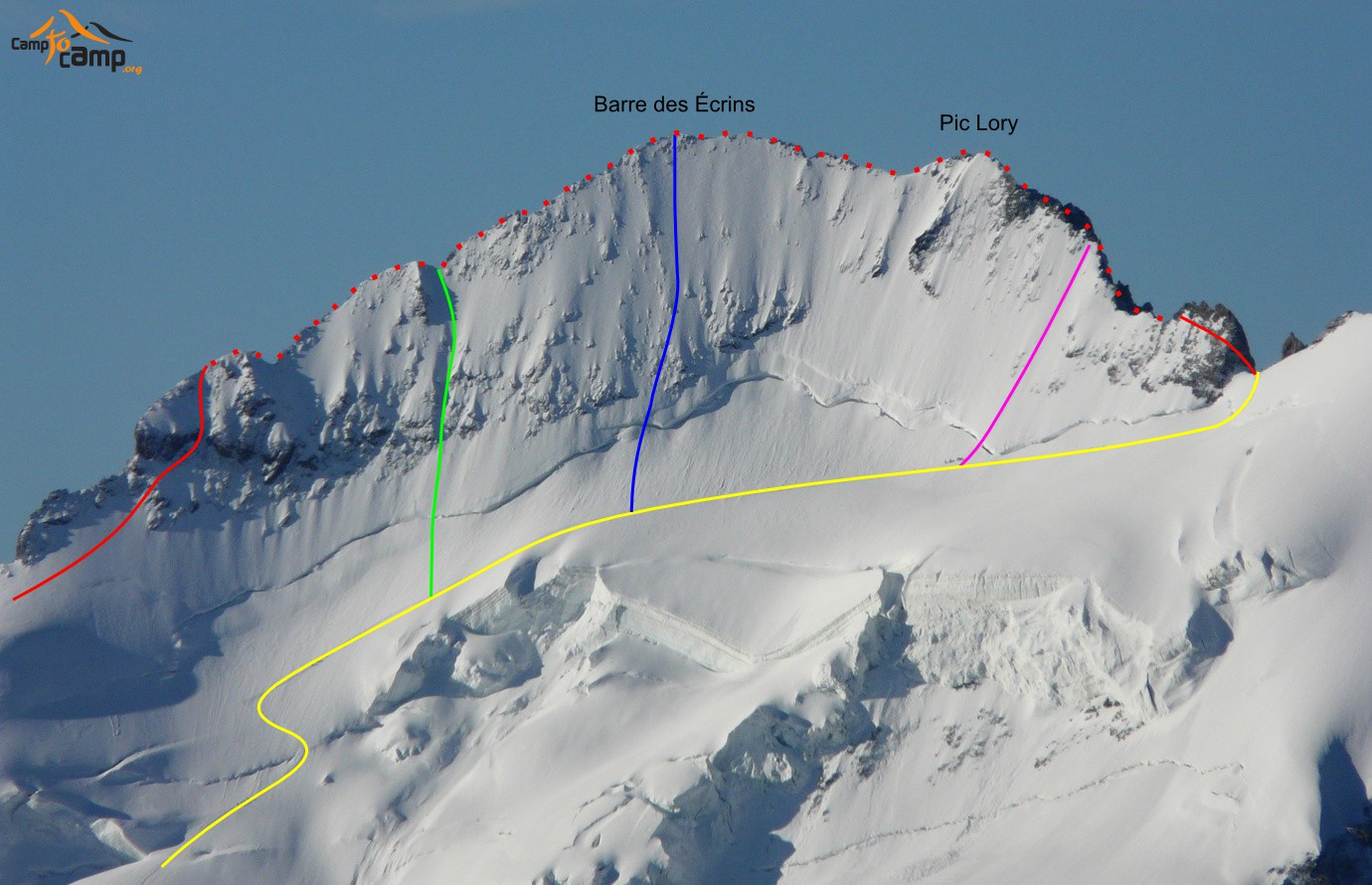
Il versante nord della Barre des Écrins, in verde il tracciato del couloir Whymper salito da Whymper con Adolphus Warburton Moore, Horace Walker e le guide Christian Almer e Michel Croz, il 25 giugno 1864.
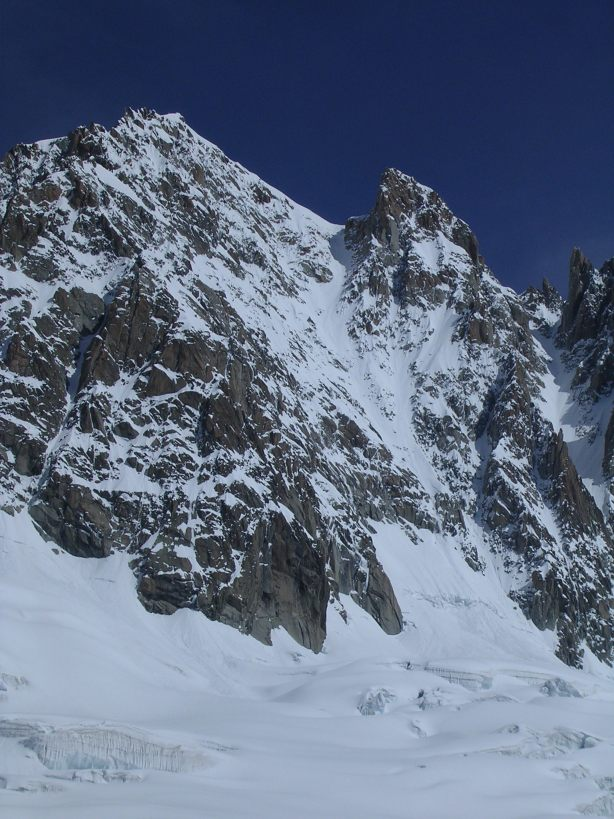
Il couloir Whymper, sul versante sud del Talèfre dell'Aiguille Verte, salito da Whymper con le guide Christian Almer e Franz Biner, il 29 giugno 1865.